# Säureregulator
Säureregulatoren sind Lebensmittelzusatzstoffe, die in der Europäischen Union zugelassen sind, um den Säuregrad oder die Basizität  eines Lebensmittels konstant zu halten.

## Eigenschaften
Es handelt sich bei Säureregulatoren meist um organische Säuren und deren Salze, Carbonate (meist  gefälltes Calciumcarbonat), seltener auch um andere anorganische Säuren und deren Salze. Der Zusatz eines Säureregulators verstärkt teils die Stabilität und Festigkeit des Lebensmittels, bewirkt eine erwünschte Ausfällung und verbessert die Wirkung von Konservierungsmitteln. Ihre Wirkung beruht auf der Bildung eines Puffersystems im Lebensmittel, bei dem sich auf Zugabe von sauren oder basischen Stoffen der pH-Wert nicht oder nur geringfügig ändert. Im Gegensatz zu Säuerungsmitteln werden sie nicht zur Geschmacksveränderung von Lebensmitteln benutzt.

## Verwendung

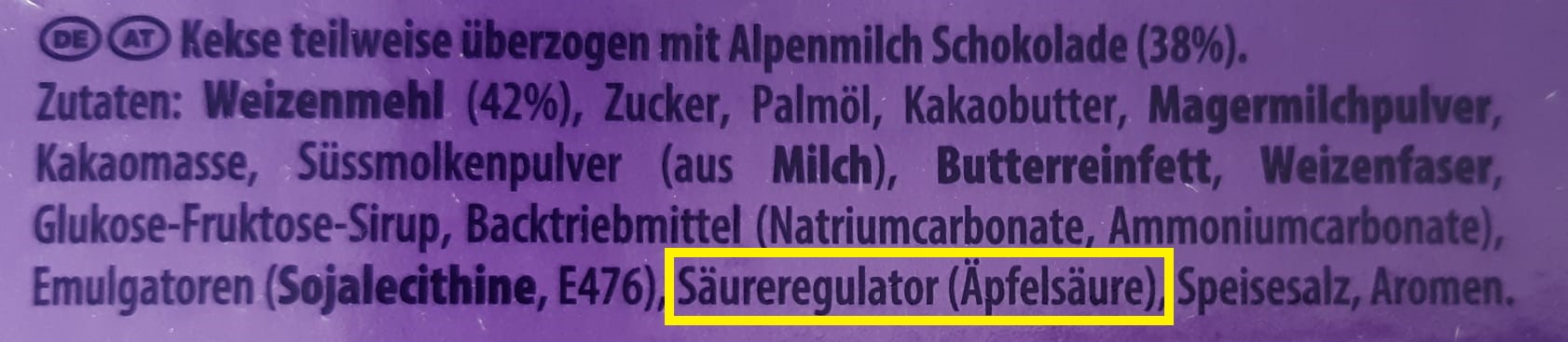
Zutatenliste: Inhaltsstoffangabe eines Säuerungregulators ohne Angabe der E-Nummer

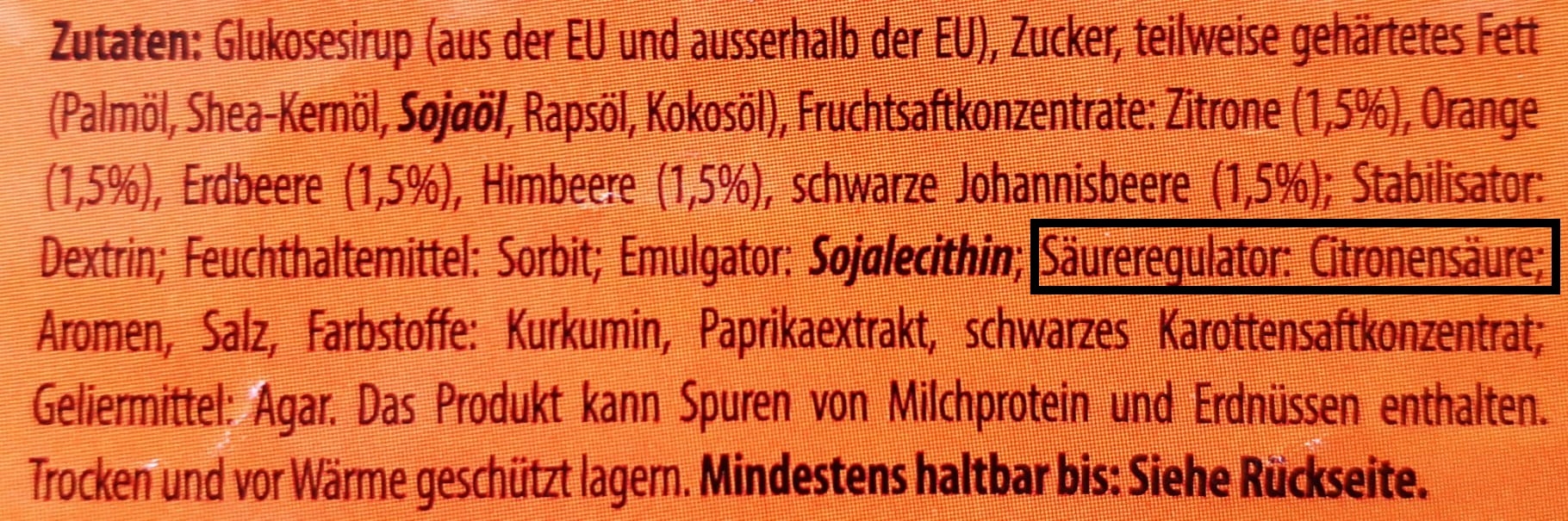
Zutatenliste: Inhaltsstoffangabe eines Säuerungregulators ohne Angabe der E-Nummer

In der Europäischen Union sind folgende Säureregulatoren zugelassen:
| E-Nummer(n) | Substanz(en)                |
| ----------- | --------------------------- |
| E 170       | Calciumcarbonat             |
| E 260–263   | Essigsäure und Acetate      |
| E 270       | Milchsäure                  |
| E 296       | Äpfelsäure                  |
| E 297       | Fumarsäure                  |
| E 325–327   | Lactate (Milchsäure)        |
| E 330–333   | Citronensäure und Citrate   |
| E 334–337   | Weinsäure und Tartrate      |
| E 339–341   | Orthophosphate              |
| E 350–352   | Malate (Äpfelsäure)         |
| E 450–452   | Di-, Tri- und Polyphosphate |
| E 500–504   | Carbonate (Kohlensäure)     |
| E 507       | Salzsäure und Chloride      |
| E 513–517   | Schwefelsäure und Sulfate   |
| E 524–528   | Hydroxide                   |
| E 529–530   | Oxide                       |
| E 355–357   | Adipinsäure und Adipate     |
| E 574–578   | Gluconsäure und Gluconate   |

Säureregulatoren werden häufig in Verbindung mit Konservierungsstoffen eingesetzt, da diese bei einem konstanten pH-Wert besser wirken. Sie werden bei der Produktion von beispielsweise Konfitüren, Gelees sowie Obst- und Gemüsekonserven eingesetzt.

## Rechtliche Situation
In der Europäischen Union sind die Lebensmittelzusatzstoffe gemäß dem Anhang II der Verordnung (EG) Nr. 1333/2008 (Stand August 2021) sowie in der Schweiz, gemäß der Zusatzstoffverordnung (ZuV) (Stand: Juli 2020) aufgelistet. Auf der Verpackung müssen Säureregulatoren nicht einzeln aufgeführt werden, es genügt der Aufdruck der Klasse „Säureregulator“.